# 芭沟镇
芭沟镇，是中华人民共和国四川省乐山市犍为县下辖的一个乡镇级行政单位。2019年12月，撤销泉水镇，将原泉水镇和原马庙乡马王庙街社区、白果村、集和村、顶塘村、莲花村、十月村、小林村、治安村、藕花村所属行政区域划归芭沟镇管辖。

## 行政区划
芭沟镇下辖以下地区：
芭蕉沟社区、三井社区、火光村、民主村、光辉村、铁牛村、水星寨村、新村、焦坝村和工农村。